# Клан Макфарлан

Герб вождів клану Макфарлан.

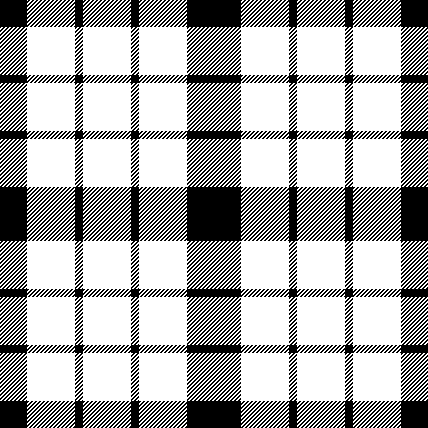
Тартан клану Макфарлан.

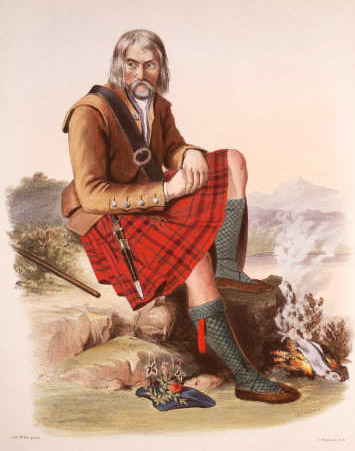
Чоловік з клану Макфарлан у традиційному одязі. Малюнок художника Р. Р. МакЯна. 1845 рік.

Клан Макфарлан (шотл. - Clan MacFarlane) – клан Вік Фарлайн (гельск. - Clann Mhic Phàrlain) – один із кланів гірської Шотландії (Гайленд). На сьогодні клан не має визнаного герольдами Шотландії вождя, тому клан вважається «кланом зброєносців». 
Девіз клану: This I’ll defend - Beidh mé a chosaint sé – Це я захищатиму.
Військовий клич клану: Loch Slòigh – Озеро Слой – Озеро Воїнства (гельск.)
Символи клану: гілка журавлини (гельск. – Muileag) та гілка морошки (гельск. - Oireag або Foighreag).

## Землі клану
Історично клан Макфарлан володів землями в графстві Леннокс на західному узбережжі озера Лох-Ломонд, що біля Тарбету. Від назви озера Лох-Слой, що біля підніжжя гори Бен-Войрліх клан взяв свій бойовий клич. 
Засновником клану був Гілкріст – брат Малдовена, III граф Леннокс. Онука Гілкріста звали Варфоломій, що кельтською гельською мовою звучить як Парлан – від його імені і походить назва клану – відбулась заміна звуку п на ф. 
У 1373 році помер Дональд – VI і останній граф Леннокс з давньої династії графів Леннокс. Він не лишив синів, не ясно було хто успадкує титул і землі. Зрештою, графство Леннокс дісталося серу Джону Стюарту Дарнлі, що одружився з Єлизабет – дочкою останнього графа Леннокс. Здавалось би клану Макфарлан приходить кінець і клан буде поглинутий кланом Стюарт. Але клан вцілів. Клан не був повністю позбавлений своїх земель в результаті шлюбу Едрю Макфарлан – вождя однієї з септ клану з дочкою Джона Стюарта – графа Леннокс. До цього шлюбу Ендрю Макфарлан володів землями на території Аррохар. Його син – сер Джон Макфарлан у 1493 році був призначений капітаном, що було рівнозначно титулу вождя клану. У 1672 році було офіційно визнано, що клан Макфарлан є окремим кланом і має вождя. У XVIII столітті Волтер Макфарлан отримав герб вождя клану. У 1866 році рід вождя клану урвався і з того яасу клан МакФарла вважається «кланом зброєносців».
Довгий час тривали дискусії – яке походження має клан Макфарлан – кельтське чи англо-саксонське. Нині прийшли до висновку, що клан має кельтське (гельське) походження. Клан брав участь у чисельних війнах між кланами і в війні з незалежність Шотландії, яку очолював Роберт Брюс. Клан відомий своїми рейдами по викраденню худоби в інших кланів, зокрема в клану Колкагун. У середньовіччя це було звичайним явищем в житті кланів, подібними грабіжницькими рейдами пишалися. Оскільки викрадання худоби відбувалось переважно вночі, то в Шотландії навіть склалася така приказка – повний місяць називали «ліхтар Макфарланів». Протягом багатьох років і століть клан Макфарлан наводив страх на всю гірську Шотландію. Клан мав високий авторитет в гірській Шотландії, аж поки практика викрадення худоби не була засуджена і переслідувана британським урядом. Землі клану Макфарлан були продані за борги у 1767 році. 

## Історія клану Макфарлан

### Походження
Клан Макфарлан стверджує, що він веде своє походження від давньої династії графів Леннокс, хоча саме походження династії графів Леннокс темне і туманне, губиться в кельтській історії. Шотландськи історик XIX століття Джордж Чалмерс (шотл. - George Chalmers) в книзі «Каледонія», цитуючи англійського літописця XII століття Симеона Дарема (англ.-сакс. - Symeon Durham), писав, що графи Леннокс походять від англо-саксонського аристократа Аркіла сина Егфріта. Цей Аркіл походив з Нортумбрії. Він втік до Шотландії під час завоювання Англії Вільгельмом Завойовником. В Шотландії він отримав від короля Малкольма III землі в Леннокс. Але зараз вважається, що графи Леннокс були не саксонського, а кельтського походження. 
Клан Макфарлан стверджує, що походить від основної лінії роду графів Леннокс через Гілле Хросда (гельск. - Gille Chriosd) – брата Мела Довнайха (гельск. - Maol Domhnaich), графа Леннокс, що отримав землі грамотою «de terris de superiori Arrochar de Luss» - «про землі навколо Аррохара та Лусс». Землями Аррохар клан володів аж до смерті свого останнього вождя. Син Гілле Хросда – Доннхад також отримав грамоти на землі від графа Леннокс і його ім’я знаходимо в документі 1294 року – в «Рагман Роллс», де він згадується як «Дункан Макілкріфт де Левенагес» - Дункан син Гілкріста Леннокса. Онуком Доннхада був Парлан (Варфаломей), від якого клан бере свою назву. Мелхалум Мак Парлан (гельск. - Maolchaluim Mac Pharlain) – син Парлана отримав грамоту на землі Аррохар і розглядається як реальний засновник клану. Мелхалума змінив його син Доннхад, що отримав грамоту на землі Аррохар, датовану 1395 роком. Він одружився з дочкою з Христиною – дочкою сера Коліна Кембелла Лох-Ейва. Ян Мак Фарлан отримав підтвердження на володіння землями Аррохар у 1420 році. 

### Союзник клану Стюарт та графів Леннокс
Давня династія графів Леннокс урвалася. Клан Макфарлан заявив, що титул і володіння графів Леннок належать по праву йому. Але ця вимога була згубною для клану Макфарлан – вождь клану та його родичі були вбиті. Виникла загроза самого існування клану Макфарлан. Але Ендрю (Анндра) Макфарлан одружився з Барбарою – дочкою Джона Стюарта, лорда Дарнлі, графа Леннокса в 1488 році. Хоча Анндра Мак Фарлан врятував клан від знищення, але йому було відмовлено в титулі вождя клану. Його син – сер Джон Макфарлан отримав звання капітана – «капітана клану Макфарлан», що було рівнозначне титулу вождя клану. З того часу клан Макфарлан був союзником клану Стюарт та графів Леннокс.

### Битва під Глазго Муйр
У середині XVI століття Доннхад Мак Фарлан був вірним союзником Метью Стюарта – IV графа Леннокс. У 1544 році Мак Фарлан привів 300 воїнів і приєднався до графа Леннокс і Гненкайма і взяв участь у битві під Глазго Муйр, де вони зазнали важкої поразки. Клан Макфарлан постраждав від подальших конфіскацій, але вождь клану отримав прощення. Після цієї поразки граф Леннокс змушений був тікати в Англію і одружитися з племінницею англійського короля Генріха VIII. Потім він повернувся в Штландію з величезною армією. Побоюючись наслідків, вождь клану особисто не підтримав графа Леннокса, але надіслав родича – Валтара Макфарлана Тарбета з 400 воїнами на підтримку графа. 

### Битва під Пінкі Клев
У 1547 році клан Макфарлан зазнав важких втрат в битві під Пінкі Клев – загинув вождь клану Дункан і багато людей клану. Клан Макфарлан на чолі з Ендрю – сином Дункана воював за регента Джеймса Стюарта – І графа Мореї проти військ Марії Стюарт в битві під Лангсайд в 1568 році. Клан довгий час вихвалявся трофеями здобутими ним у цій битві. За цю битву клан був нагороджений гребенем, де зображений дикун з пучком стріл, що загрожував короні та правом носити девіз: «Це я буду захищати» (мається на увазі корону, короля і королівство Шотландія). Дії Марії Стюарт тут розглядаються як замах на шотландську корону. 
Про синів Ендрю МарФарлана нічого не відомо, зате відомо про його внука Волтера Макфарлана – переконаного прибічника короля. Він був двічі обложений у своєму замку Інвегуглас, що пізніше був зруйновний англійськими військами. 

### Занепад клану Макфарлан
Клан Макфарлан у 1594 році був звинувачений судом у крадіжках, розбійництві, вбивствах, тиранії. Пізніше, у 1624 році після битві під Глен-Фруйн, де клан Макфарлан та їх союзник - клан МакГрегор вбили більше 80 людей з клану Колкагун, кілька чоловік з клану були засуджені до страти, інші помилувані. Деякі люди з клану Макфарлан, щоб уникнути переслідувань, змінили прізвища і стали називатись МакКавді, Грейсок, МакДжеймс, МакІнс і переїхали до Абердинширу, Срахейвену, Банфширу. Деякі втекли в Ірландію, а потім до Америки, де називалися Макфарланд. 
Останній – XX вождь клану Макфарлан – Вільям народився в 1813 році і помер не лишивши нащадків у 1866 році. Спадок отримала його сестра – Джейн Ватт Макфарлан, що народилася у 1817 році і вийшла заміж за Джеймса Скотта і оселилась в Седерленді. Вона померла у 1887 році залишивши кілька дітей. Деякі люди з клану Макфарлан оселились в Ірландії. Граф Леннокс в часи правління короля Якова VI взяв у володіння 3000 акрів землі в Ірландії. Макфарлан з Ханстаун Хауза з Дубліна пред’явив претензії на титул вождя клану, але невдало. На сьогодні клан не має визнаного вождя. 

## Септи клану Макфарлан
- Condey
- Condie
- Condy
- Gruamach
- MacCondey
- MacCondie
- MacCondy
- MacIock
- MacJock
- MacInally
- MacNide
- MacNite
- MacNoyer
- MacNuyer
- MacWalter
- Monach
- Monnock
- Parlane
- Parlin
- Weaver
- Webster
- Weir
- Allan
- Allen
- Allanach
- Allanson
- Allison
- Arrell
- Arroll
- Barclay
- Bart
- Bartholomew
- Bartie/y
- Bartson
- Brice / Bryce
- Caa / Caw
- Calla/ende/ar
- Cunnison / Kennison
- Galbraith
- Galloway
- Grassick / Griesk
- Greusaich
- Knox
- Lea/iper
- Lenox / Lennox
- MacAllan / MacAllen
- MacAndrew
- MacAndro
- MacCaa / MacCaw
- MacCause
- MacEa/och
- MacEachern
- MacEoin
- MacErrachar
- MacFarquhar
- MacGaw
- MacGreusich/k
- MacInstalker
- MacJames
- MacKin(d)la/ey
- MacNair / MacNayer
- MacRob / MacRobb
- MacWilliam
- Michie
- Millar / Miller
- Rob / Robb
- Spruell
- Stalker
- Williamson
- Wilson
- Wylie / Wyllie